# Leichtathletik-Europameisterschaften 1962/Hammerwurf der Männer

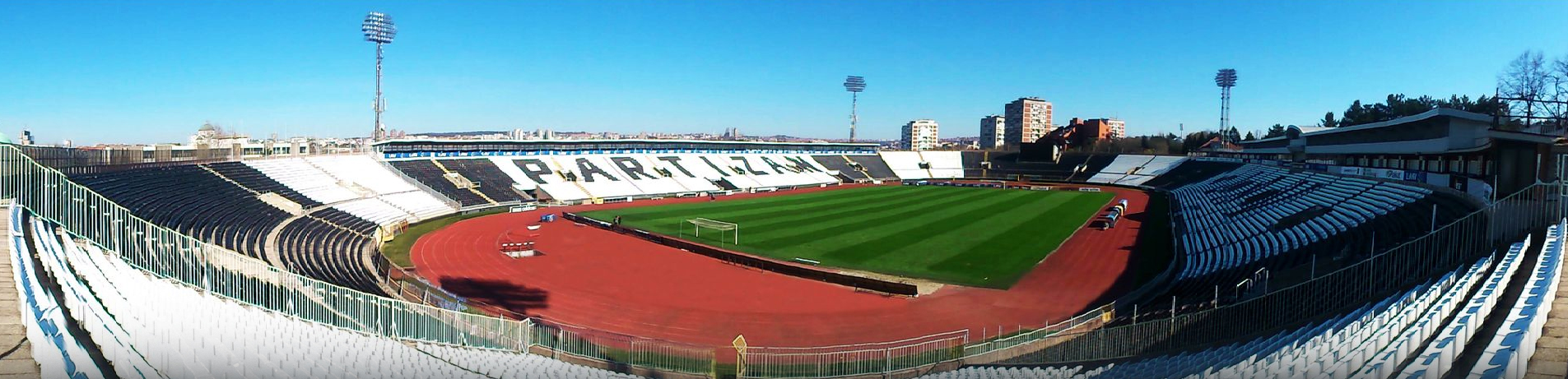
Panoramablick auf das Partizan-Stadion 2014 – 52 Jahre
nach den dortigen Europameisterschaften

Der Hammerwurf der Männer bei den Leichtathletik-Europameisterschaften 1962 wurde am 15. und 16. September 1962 im Belgrader Partizan-Stadion ausgetragen.
In diesem Wettbewerb gingen mit Silber und Bronze zwei Medaillen an die Sowjetunion. Europameister wurde der ungarische Europarekordinhaber und Olympiazweite von 1960 Gyula Zsivótzky. Er gewann vor Alexei Baltowski und Juri Bakarinow.

## Rekorde

### Bestehende Rekorde
| Weltrekord           | 70,67 m | Hal Connolly    | Palo Alto, USA         | 21. Juli 1962     |
| Europarekord         | 69,58 m | Gyula Zsivótzky | Budapest, Ungarn       | 8. September 1956 |
| Meisterschaftsrekord | 64,78 m | Tadeusz Rut     | EM Stockholm, Schweden | 21. August 1958   |

### Rekordverbesserungen
Der ungarische Europameister Gyula Zsivótzky verbesserte in diesem Wettbewerb insgesamt drei Rekorde.
- Meisterschaftsrekorde:
  - 66,17 m – Qualifikation am 15. September
  - 69,64 m – Finale am 16. September
- Europarekord:
  - 69,64 m – Finale am 16. September

## Qualifikation
15. September 1962, 11.40 Uhr
Die zwanzig Teilnehmer traten zu einer gemeinsamen Qualifikationsrunde an. Elf Athleten (hellblau unterlegt) übertrafen die Qualifikationsweite für den direkten Finaleinzug von 62,00 m. Damit war die Mindestanzahl von zwölf Finalteilnehmern nicht erreicht. Der nach der Qualifikation zwölftplatzierten Werfer (hellgrün unterlegt) rückte nach und so reichten schließlich 61,94 m für die Finalteilnahme.

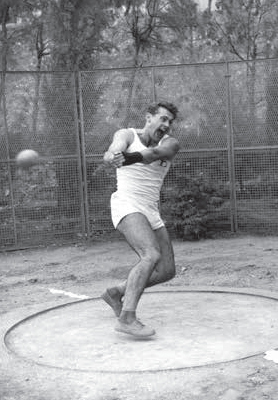
Dem EM-Fünften von 1958 Zvonko Bezjak reichten seine 59,79 m nicht für die Finalteilnahme
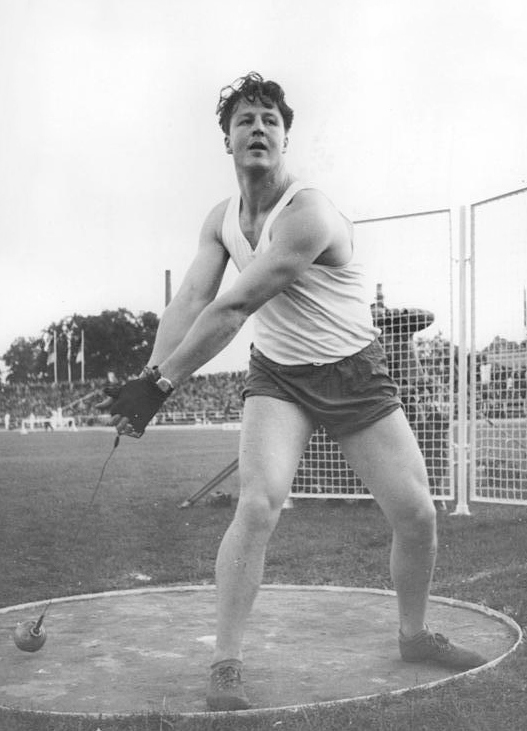
Sverre Strandli, unter anderem Europameister von 1950 und Ex-Weltrekordler, verpasste die Finalteilnahme um sechzehn Zentimeter

| Platz | Name               | Nation           | Weite (m) |
| ----- | ------------------ | ---------------- | --------- |
| 1     | Gyula Zsivótzky    | Ungarn           | 66,17 CR  |
| 2     | Juri Bakarinow     | Sowjetunion      | 64,49     |
| 3     | Sándor Eckschmiedt | Ungarn           | 63,35     |
| 4     | Heinrich Thun      | Österreich       | 63,02     |
| 5     | Alexei Baltowski   | Sowjetunion      | 62,92     |
| 6     | Martin Lotz        | Deutschland      | 62,39     |
| 7     | Wassili Rudenkow   | Sowjetunion      | 62,34     |
| 8     | Josef Matoušek     | Tschechoslowakei | 62,34     |
| 9     | Olgierd Ciepły     | Polen            | 62,27     |
| 10    | Manfred Losch      | Deutschland      | 62,24     |
| 11    | Hans Fahsl         | Deutschland      | 62,10     |
| 12    | Tadeusz Rut        | Polen            | 61,94     |
| 13    | Sverre Strandli    | Norwegen         | 61,78     |
| 14    | Kalevi Horppu      | Finnland         | 60,99     |
| 15    | Vasil Krumow       | Bulgarien        | 60,71     |
| 16    | Birger Asplund     | Schweden         | 60,15     |
| 17    | Zvonko Bezjak      | Jugoslawien      | 59,79     |
| 18    | Rajmund Niwiński   | Polen            | 59,53     |
| 19    | Josef Málek        | Tschechoslowakei | 59,15     |
| 20    | Hansruedi Jost     | Schweiz          | 57,95     |

## Finale

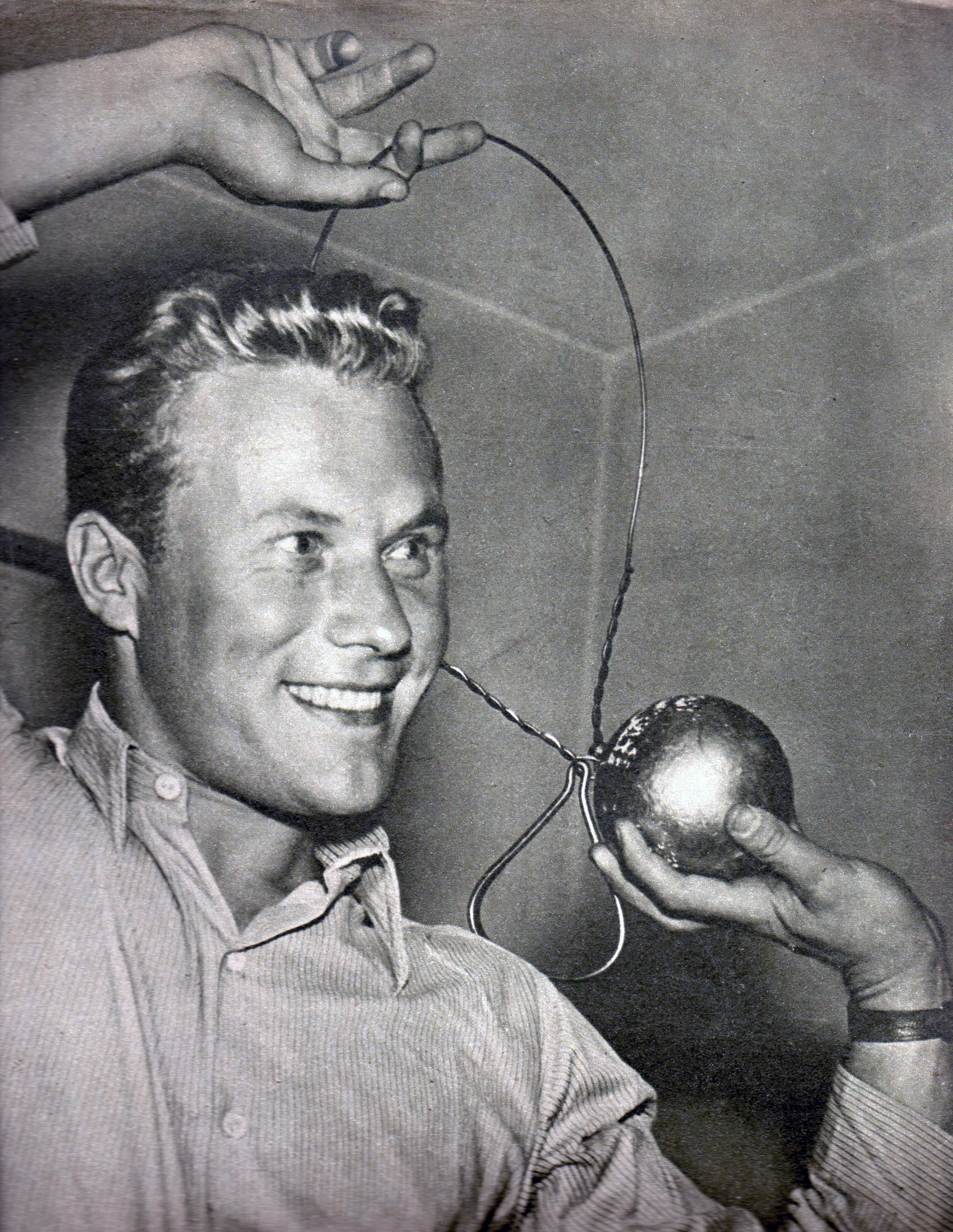
Der Titelverteidiger und Olympiadritte von 1960 Tadeusz Rut erreichte Rang acht
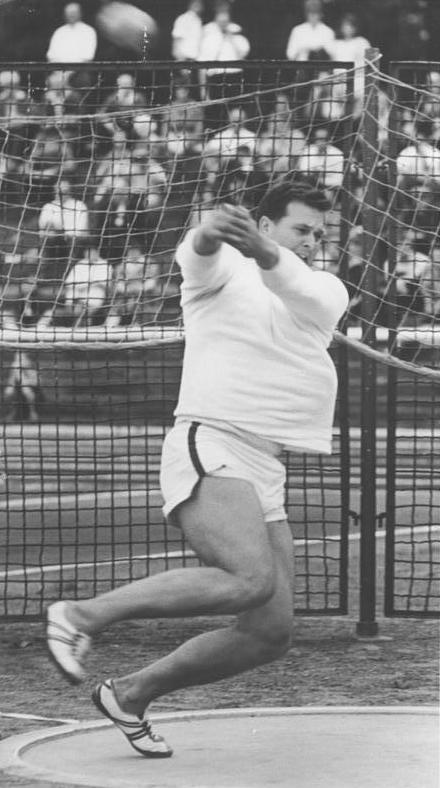
Manfred Losch kam auf den zehnten Platz
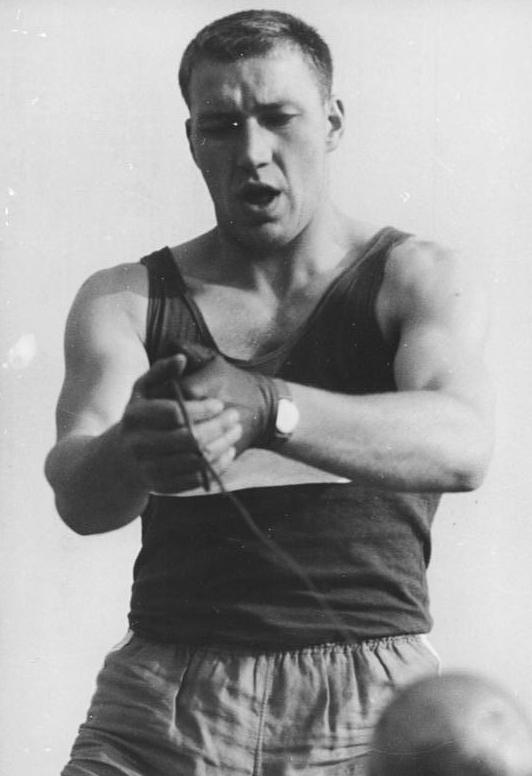
Der zwölftplatzierte Martin Lotz

16. September 1962, 18.00 Uhr
| Platz | Name               | Nation           | Weite (m) |
| ----- | ------------------ | ---------------- | --------- |
| 1     | Gyula Zsivótzky    | Ungarn           | 69,64 ER  |
| 2     | Alexei Baltowski   | Sowjetunion      | 66,93     |
| 3     | Juri Bakarinow     | Sowjetunion      | 66,57     |
| 4     | Heinrich Thun      | Österreich       | 65,23     |
| 5     | Olgierd Ciepły     | Polen            | 64,34     |
| 6     | Wassili Rudenkow   | Sowjetunion      | 63,94     |
| 7     | Josef Matoušek     | Tschechoslowakei | 63,52     |
| 8     | Tadeusz Rut        | Polen            | 62,95     |
| 9     | Hans Fahsl         | Deutschland      | 62,30     |
| 10    | Manfred Losch      | Deutschland      | 62,09     |
| 11    | Sándor Eckschmiedt | Ungarn           | 60,64     |
| 12    | Martin Lotz        | Deutschland      | 58,84     |